# Почесний громадянин Чорткова
Звання «Поче́сний громадяни́н мі́ста Чорткова» є вищою формою громадського визнання видатних заслуг перед територіальною громадою міста. Присвоюється громадянам України, жителям міста або тим, чиє життя і діяльність були тісно пов'язані з містом, які мешкають за межами Чорткова.
Питання про присвоєння звання «Почесний громадянин міста Чорткова» попередньо розглядається постійними комісіями міської ради. Присвоюється не більш ніж п'ятьом кандидатам на почесне звання рішенням міської ради, яке приймається таємним голосуванням один раз на рік до Дня міста.

## Підстави для присвоєння звання
Підставою для підготовки матеріалів про присвоєння звання «Почесний громадянин міста Чорткова» є подання:
- Чортківського міського голови;
- секретаря Чортківської міської ради;
- постійної комісії Чортківської міської ради;
- трудових колективів підприємств, установ, організацій міста (не залежно від форм їх власності);
- громадських організацій, профспілкок, творчих спілок.

Відповідно до положення про звання «Почесний громадянин міста Чорткова», звання присвоюється за значний внесок у:
- соціальний, економічний та культурний розвиток міста;
- за вагомі досягнення у галузях науки, освіти, культури, спорту, охорони здоров'я, охорони громадського порядку, будівництва та житлово-комунального господарства;
- за громадську та благодійну діяльність.

## Права почесного громадянина міста Чорткова
Почесний громадянин міста Чорткова має право:
- позачерговий прийом з особистих і службових питань посадовими особами міської ради, виконавчого комітету, керівниками установ, підприємств і організацій, що перебувають у комунальній власності.

### Пільги
- безкоштовний проїзд усіма видами міського транспорту (за винятком таксі) при пред'явленні посвідчення;
- безкоштовну підписку на міський часопис газету «Чортківський Вісник».

## Особливості
- Вручення регалій Почесного громадянина міста Чорткова здійснюється на урочистостях з нагоди Дня міста. Почесному громадянину вручаються Диплом, посвідчення та знак «Почесний громадянин міста Чорткова».
- Прізвище, ім'я та по батькові громадянина, якому присвоєно звання «Почесний громадянин міста Чорткова», заноситься до Книги пошани міста Чорткова.

## Позбавлення звання
Почесний громадянин міста Чорткова може бути позбавлений свого звання рішенням міської ради у випадку набрання чинності обвинувачувального вироку суду.

## Опис диплома «Почесний громадянин міста Чорткова»
Диплом виготовляється з високоякісного паперу форматом 310х220 мм.
Диплом вкладається в папку бордового кольору, на обкладинці якої напис «Почесний громадянин Чорткова».

## Опис знака «Почесний громадянин міста Чорткова»
Нагрудний знак «Почесний громадянин міста Чорткова» складається з наступних елементів:
- срібна восьмикутна зірка срібного кольору розміром 70х70 мм;
- в центрі зірки герб міста та надпис по колу «Почесний громадянин міста Чорткова».
- нагрудний знак на стрічці жовто-блакитного кольору.